# Anillos de Poder
Los Anillos de Poder son anillos mágicos ficticios que aparecen en las obras que escribió J. R. R. Tolkien acerca de la Tierra Media, en particular en su trilogía de la novela El Señor de los Anillos, en la cual uno de ellos, el Anillo Único, cumple un papel esencial en la narración.
Fueron creados por los Mírdain (Altos Herreros Élficos) en el comienzo de la Segunda Edad del Sol. Estos anillos tenían la particularidad de poseer grandes poderes imbuidos por sus creadores con el objetivo de preservar la vida en la Tierra, pero fueron todos corrompidos por Sauron el Maia, pues él contribuyó a crearlos con el fin de someter a todos los pueblos de la Tierra Media.

## Objetivo
Hay que tener en cuenta que los Anillos de Poder son principalmente el resultado material del cenit alcanzado por los Herreros Noldor en Ost-in-Edhil. Los Noldor de Eregion querían alcanzar todo el conocimiento de la Tierra, pero con el objetivo único de preservarla y curar las heridas causadas por Morgoth Bauglir en ella. Este sería un noble objetivo, excepto si tenemos en cuenta que quien los ayudó a alcanzar el conocimiento de inducir poderes de la naturaleza y secretos del mundo en artilugios de orfebrería sería nada menos que Sauron; sirviente y teniente de Morgoth. Pero el objetivo de Sauron era muy distinto. Quería apoderarse de la Hermosa Gente para que le sirvieran y fueran sus esclavos: su objetivo era esclavizar a los Noldor, la raza más poderosa de la Tierra Media, y así no tener rival como amo y señor de Arda. Para llevar a cabo su cometido, vio en los Anillos de Poder un excelente modo de someterlos.

## Creación
Como antes se menciona, los Anillos de Poder son el resultado del cenit de conocimientos que alcanzan los Elfos de Eregion, más en particular los Gwaith-i-Mírdain, la hermandad formada por los herreros en este lugar. Hacia el año 1500 de la Segunda Edad, los Mírdain comienzan a forjar los Anillos de Poder, pero necesitan un canalizador para descubrir cómo hacer que los secretos de la tierra y la forja que han descubierto sean transformados finalmente en los Anillos de Poder. Éste es el papel que cumple Annatar, Señor de los Dones, quien no es otro que Sauron el Maia disfrazado en un amable semblante, que dice ser enviado por los Valar para ayudar a los Noldor a embellecer la Tierra Media.
La creación de los Tres Anillos élficos es la obra final de la experiencia ganada por el resto de los Anillos de Poder, forjados por Celebrimbor, cabeza de los Mírdain (y según algunos cuentos, señor de Eregion) y, en su forja, Sauron (o Annatar) no tuvo nada que ver. Estos son los anillos que Sauron más codicia debido a sus altos poderes.
La creación del Anillo único también fue en secreto, y Sauron lo forja, no en Eregion, sino en Mordor, en el Monte del Destino. Sella su hechizo de dominio en Eregion, en Ost-in-Edhil, donde es descubierto, por Celebrimbor, en el momento en el que está atando todos los anillos forjados por los Mírdain al suyo.
De acuerdo a la historia hay veinte anillos de poder, y en una parte del poema acerca de la búsqueda que emprendió Celebrimbor se dice:

Tres anillos para los reyes elfos bajo el cielo.
Siete para los señores enanos en palacios de piedra.
Nueve para los hombres mortales condenados a morir.
Uno para el señor oscuro, sobre el trono oscuro
en la tierra de Mordor donde se extienden las sombras.
Un anillo para gobernarlos a todos. Un anillo para encontrarlos,
un anillo para atraerlos a todos y atarlos en las tinieblas
en la tierra de Mordor donde se extienden las sombras.
J. R. R. Tolkien, El Señor de los Anillos.

## Los tres anillos de los Elfos
Los Anillos Élficos fueron creados por Celebrimbor con el fin de preservar y embellecer la vida de todo lo que hay en la Tierra Media. Funcionaban de la misma forma que el Anillo Único, otorgando poder a su portador según su estatus. Su destino estaba atado al de su creador, aunque conservaron su poder aún después de la muerte de Celebrimbor, debido a su atadura hacia el Único. 
A diferencia del Único, que solamente tenía el poder de destruir, los Tres tenían el poder de crear, preservar y curar. Se dice que, debido a los poderes de estos anillos, el ambiente de los lugares en donde se encontraban se hacía más ameno y el lugar mucho más hermoso, además que el tiempo transcurría más lentamente.
Los poderes de los anillos élficos son los siguientes:
- Vilya, el Anillo Azul, se dice que podía embellecer el lugar donde vivía su portador y era capaz de curar las heridas causadas por el mal en la Tierra Media. Esto explica cómo Elrond fue capaz de curar a Frodo de la herida infligida por el Rey Brujo con la daga de Morgul.

- Nenya, el Anillo Blanco, portado por Galadriel, era capaz de preservar las cosas sin mancha ni deterioro. Su poder era tal, que se dice que el tiempo no transcurría de la misma forma en Lothlórien que en el resto de la Tierra Media, y con él, Galadriel tenía el poder de enterarse de eventos lejanos y de protegerse de las fuerzas de Sauron. Solo Sauron en persona, portando el Anillo Único, podía traspasar la protección creada por este anillo.

- Narya, el Anillo Rojo. Su poder era el de encender los corazones de las personas para que realizaran actos heroicos más allá de lo que pudieran alcanzar por sí mismos. Fue portado por Círdan, el Carpintero de Barcos, quien lo cedió a Gandalf a su llegada a la Tierra Media. Su mayor ejemplo de uso fue cuando Gandalf liberó al rey Théoden de la senilidad prematura que lo había acogido, y lo lleva incluso a cabalgar en ayuda de Minas Tirith.

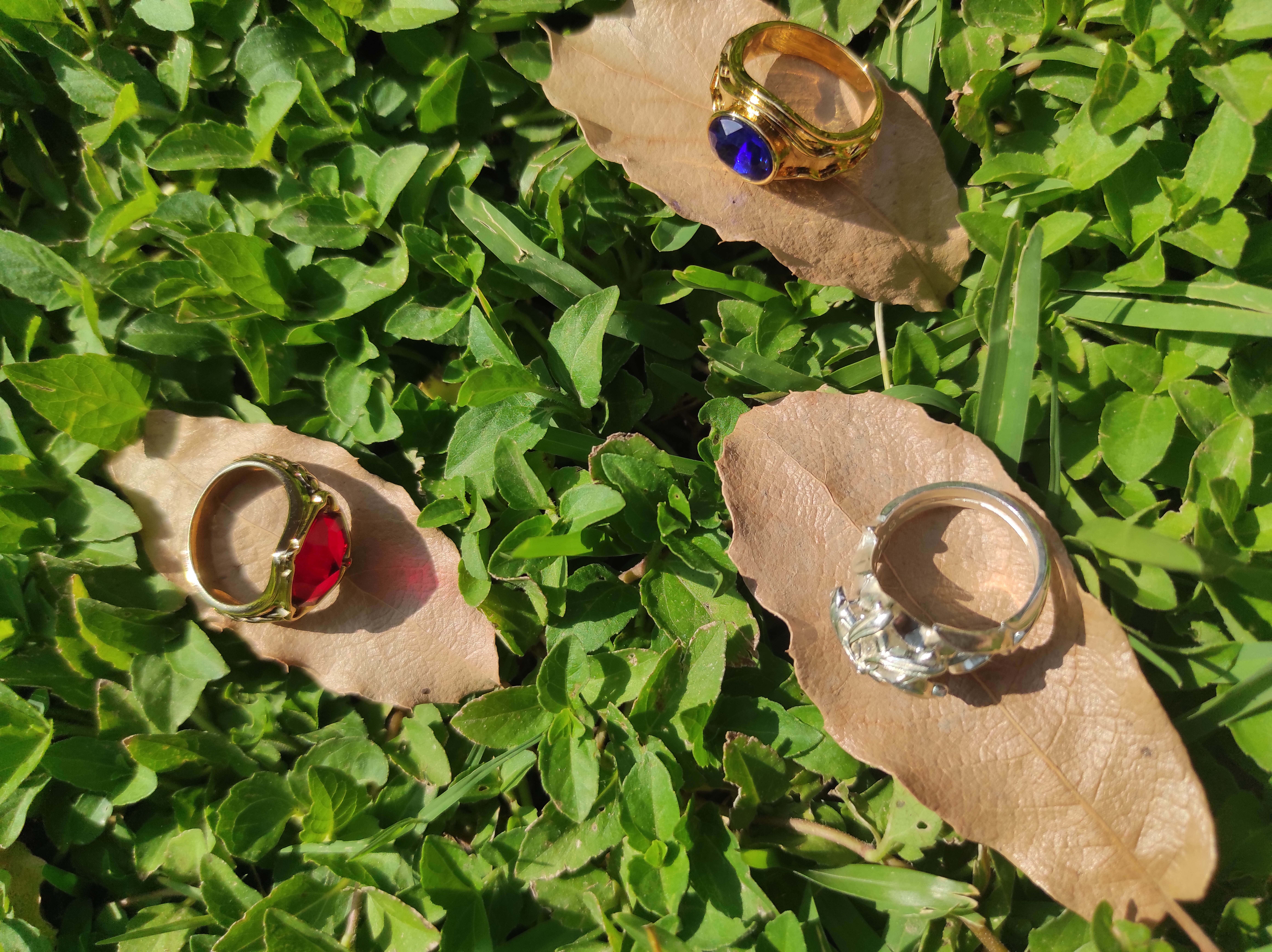
Versión cinematográfica de Peter Jackson

Además de estos poderes, los anillos de los elfos tienen poderes menores, tales como la creación de destellos (como el que causa Gandalf en la fiesta de Bilbo o el que Galadriel causa cuando se despide de los demás viajeros al final de la Guerra del Anillo), la lluvia de fuego que usa Gandalf en El hobbit, la creación de fuego de la nada de Gandalf en Caradhras o la crecida causada por Elrond en el Vado del Bruinen. También es cierto que de Gandalf se decía que era un experto en efectos de fuego y luces, y dado que a fin de cuentas, un mago es un mago, cabe imaginar que no todas sus habilidades procedían del anillo élfico. Otros Istari (magos) contaban con poderes menores y carecían de anillo alguno, como la voz de Saruman el Blanco o el habla de las bestias de Radagast el Pardo.
En general, podemos decir que los poderes de estos anillos actúan como medidas de defensa, ya que ningún anillo, excepto el Único, fue creado con el propósito de ser usado como arma.
El más maravilloso poder que ostentaban los tres Anillos élficos, y por el cual Sauron los codiciaba por encima de los otros, es que quienes los poseyeran «podían evitar el deterioro y demorar la fatiga del mundo».

## Los siete anillos de los Enanos
Los Anillos de los Enanos fueron creados por Celebrimbor, con la ayuda de Sauron. Aparentemente los portadores de esos anillos fueron los Reyes de las Siete Casas de los Enanos, como Gandalf lo menciona al decir que los anillos fueron entregados a los «reyes enanos».
El más famoso fue el Anillo de Thrór, dado que fue el primero de los Siete Anillos de los Enanos en ser forjado, y el último que Sauron recuperó. Mientras que Sauron le dio a los Enanos sus Anillos de Poder, este fue originalmente otorgado al Rey Durin III de Khazad-dûm por Celebrimbor, y permaneció en su línea durante miles de años hasta que fue heredado por Thrór, el rey bajo la montaña.
Los Reyes de la Casa de Durin demostraron ser resistentes a la magia de los anillos, por ser difíciles de dominar ya que los pensamientos de sus corazones están ocultos. Los anillos, utilizados solo para obtener riqueza, ampliaron las habilidades naturales y el deseo de dominio de su portador, lo que los hizo codiciosos y extremadamente ricos.
Mucho tiempo después de la destrucción de la Montaña Solitaria, Thrór pasó el anillo a su hijo Thráin, quien vivió muchos años como exiliado en su antiguo hogar.
Thráin emprendió una búsqueda desafortunada para recuperar su reino, pero fue capturado por los espías de Sauron, y el Anillo de Thrór se perdió para siempre. Cuando Balin tomó la decisión de repoblar en Reino de Moria, Gandalf advirtió a Glóin de que Balin no encontraría el Anillo allí, ya que fue entregado a Thráin, y este se perdió en Dol Guldur.
Se presume que Narvi, el creador de la puerta occidental de Moria, pudiera haber poseído uno de los Anillos de Poder. Se sabe que Durin VI tenía su anillo cuando despertó al Balrog. Este anillo, el último de los Siete, fue el origen del oro y las riquezas de Erebor, pero también fue la causa de las grandes desdichas padecidas por la Casa de Durin.

## Los nueve anillos de los Hombres
Los Nueve Anillos de los Hombres fueron creados por Celebrimbor con la supervisión de Sauron. Fueron ideados por Sauron para corromper a los Hombres y dominarlos a su merced; los que usaron los Nueve Anillos se transformaron con el pasar del tiempo en los Nazgûl.
Después del sitio de Eregion, Sauron obtuvo los Nueve Anillos torturando a Celebrimbor. Fueron entregados a nueve reyes de los Hombres, tres de los cuales eran Númenóreanos Negros y uno era un Hombre del Este.
Los Nueve, le dieron a sus portadores poderosas habilidades mágicas y les dio la habilidad de influir en la voluntad de las personas.
Para los hombres, esos efectos podrían ser especiales ya que los anillos les daban una vida más larga de lo habitual. Con el tiempo, el portador comenzaría a sentirse desgastado y eventualmente se desvanecería, convirtiéndose en un Espectro del Anillo porque Sauron tomaría el control de los Anillos.
En el Concilio de Elrond, Gandalf dice que los Espectros del Anillo mantuvieron sus Anillos diciendo «Los Nueve de los Nazgûl se mantienen». Sin embargo, en otras referencias, se menciona que Sauron los había tomado. Además, Frodo no ve ningún anillo en Amon Sûl, y se cree que si ellos usaran los Anillos, habrían sido completamente invisibles (incluyendo sus capas negras).

## Después de la destrucción del Anillo Único

La inscripción del Anillo Único, que corresponde a los versos en negrita.

Después de la derrota de Sauron y la destrucción del Anillo Único, los tres anillos de los Elfos cruzaron el mar junto con sus portadores rumbo a las Tierras Imperecederas, habiendo perdido todos sus poderes. El resto de los anillos que permanecieron en la Tierra Media sufrieron la misma suerte, perdiendo todo su poder cuando el Anillo Único fue destruido.